# Dankmarshäuser Rhäden
Der Dankmarshäuser Rhäden nimmt den südlichen Teil eines großen Feuchtgebiets ein, das in einer durch Salzauslaugungsprozesse und tektonische Vorgänge entstandenen Senke im thüringisch-hessischem Grenzland liegt. Einst war das Gelände eine der größten Sumpflandschaften in der breiten Talniederung der Werra. Nach der Trockenlegung in der Mitte des 19. Jahrhunderts und langjähriger Grünland- und Ackernutzung wurde nach der Wiedervereinigung das Gelände durch gestaltende Renaturierung erneut zu einer Auenlandschaft, die von naturnahen Biotopen geprägt wird.
Die Rhädensenke gehört zu den bedeutendsten Brut- und Rastgebieten für Wasservögel und Wiesenbrüter in Thüringen und Hessen. Seltenen Tier- und Pflanzenarten bietet sein Gelände Lebensräume. Um diesen vielfältigen Bereich zu erhalten und weiterzuentwickeln, wurden die Fläche zum Naturschutzgebiet erklärt und als ein Fauna-Flora-Habitat-Gebiet in dem europaweiten Netz von Schutzgebieten „Natura 2000“ ausgewiesen. Mit dem direkt angrenzenden hessischen Naturschutzgebiet „Rhäden bei Obersuhl und Bosserode“ wird das Schutzgebiet als wichtiger Bestandteil des Verbundsystems „Feuchtbiotope der Werraaue“ und des „Grünen Bandes“ entlang der ehemaligen innerdeutschen Grenze angesehen.

## Lage
Der „Dankmarshäuser Rhäden“ liegt in dem Berkaer Becken im Naturraum des Salzunger Werraberglands. Von der Werra wird die Senke durch eine ein bis zwei Kilometer breite Bodenschwelle getrennt. Administrativ gehört die Fläche zu der Gemarkung von Dankmarshausen, einem Ortsteil der Stadt Werra-Suhl-Tal im westthüringischen Wartburgkreis. Das auf einer Höhe zwischen 216 m und 230 m liegende Gebiet wird von der Suhl, die hier in ihrem Unterlauf auch „Rhedengraben“ genannt wird, durchflossen. Der kleine Bach, der im Laufe der historischen Entwicklung mehrfach umgelegt und begradigt wurde, ist der Hauptzufluss der Weihe, die als linker Zufluss bei Untersuhl in die Werra mündet.
Der geschützte Bereich erstreckt sich mit einem wechselnd breiten, rund zweieinhalb Kilometer langen Streifen entlang der Landesgrenze zu Hessen. Er nimmt den südlichen Rand des großen Feuchtbiotops ein, dessen Zentrum auf der hessischen Seite liegt. Das unmittelbar angrenzende Naturschutzgebiet „Rhäden bei Obersuhl und Bosserode“ befindet sich in den Gemarkungen Obersuhl und Bosserode der Gemeinde Wildeck im nordosthessischen Landkreis Hersfeld-Rotenburg.

## Klima
Klimatisch betrachtet gehört das Mittlere Werratal zur gemäßigten Klimazone, wo es sich aufgrund seiner Lage bereits durch einen stärker kontinental geprägten Charakter mit niedrigeren Durchschnittstemperaturen im Januar und etwas höheren im Juli auszeichnet. Die mittlere Zahl der Frosttage, in dem dreißigjährigen Zeitraum von 1987 bis 2016, lag in Dankmarshausen bei 87,1 Tagen und die der Eistage bei 19,1 Tagen.
Bei den Sommertagen, an denen die Tageshöchsttemperatur 25,0 °C erreicht oder überschritten hat, war die mittlere Zahl 36,2 Tage und bei den „Heißen Tagen“, mit Temperaturen von 30,0 °C oder mehr, waren es 6,9 Tage. Die Jahresdurchschnittstemperatur lag in diesem Zeitraum in Dankmarshausen bei 9,1 °C.

## Geologie und Boden
Der Raum der heutigen deutschen Mittelgebirgsschwelle war im Erdaltertum von einem großen Binnenmeer bedeckt. Durch die starke Sonneneinstrahlung und die hohen Temperaturen (Europa lag damals in Äquatornähe) verdunstete das Zechsteinmeer und marine Sedimente wie Salze lagerten sich in mächtigen Schichten ab. Die entstandenen Salzablagerungen liegen auf der Gesteinseinheit des Rotliegend und des Unteren Zechsteins und werden von jüngeren Schichtkomplexen des Zechsteins und des Unterem Buntsandsteins bedeckt. Während der sogenannten Saxonischen Gebirgsbildung entstanden in den Störungszonen tiefe Klüfte, durch die Oberflächenwasser an Bruchlinien bis an die Salzlagerstätten gelangen konnte. Das Salz wurde in beträchtlichem Umfang aufgelöst und unterirdisch fortgeführt. Die Lösungsprozesse verursachten im Untergrund einen Substanzschwund, der durch Nachsacken der auflagernden Schollen des Deckgebirges ausgeglichen wurde. Die Herausbildung der Rhädenmulde wird so als eine Mischung aus tektonischen Bewegungen und auslaugungsbedingten Senkungen erklärt.
Im Zeitabschnitt des Quartär, füllte sich die Senke mit Lockersedimenten wie Lehm, Geröll und Kies, die sich aus Bächen und Flüssen absetzten. Sie werden von organischen Substanzen unterschiedlicher Mächtigkeit überdeckt. Zum Rande der Senke steigt das Gelände nach Süden und Westen sanft an. Diese Hänge sind trockener und bestehen aus lössartigen Lehmen des Pleistozäns mit Rendzina und Braunerde sowie aus sandig-lehmigen Kies. In der Rhädensenke haben sich wegen des oberflächennahen Grundwasserspiegels überwiegend Gleyeböden entwickelt. Diese sind für den Ackerbau kaum und für die Grünlandbewirtschaftung nur bedingt geeignet. Trotz der ungünstigen Ertragsbedingungen wurden große Flächen dank umfangreicher Entwässerungsmaßnahmen bis zur Ausweisung zum Naturschutzgebiet landwirtschaftlich bearbeitet.

## Entstehung des Gebietes

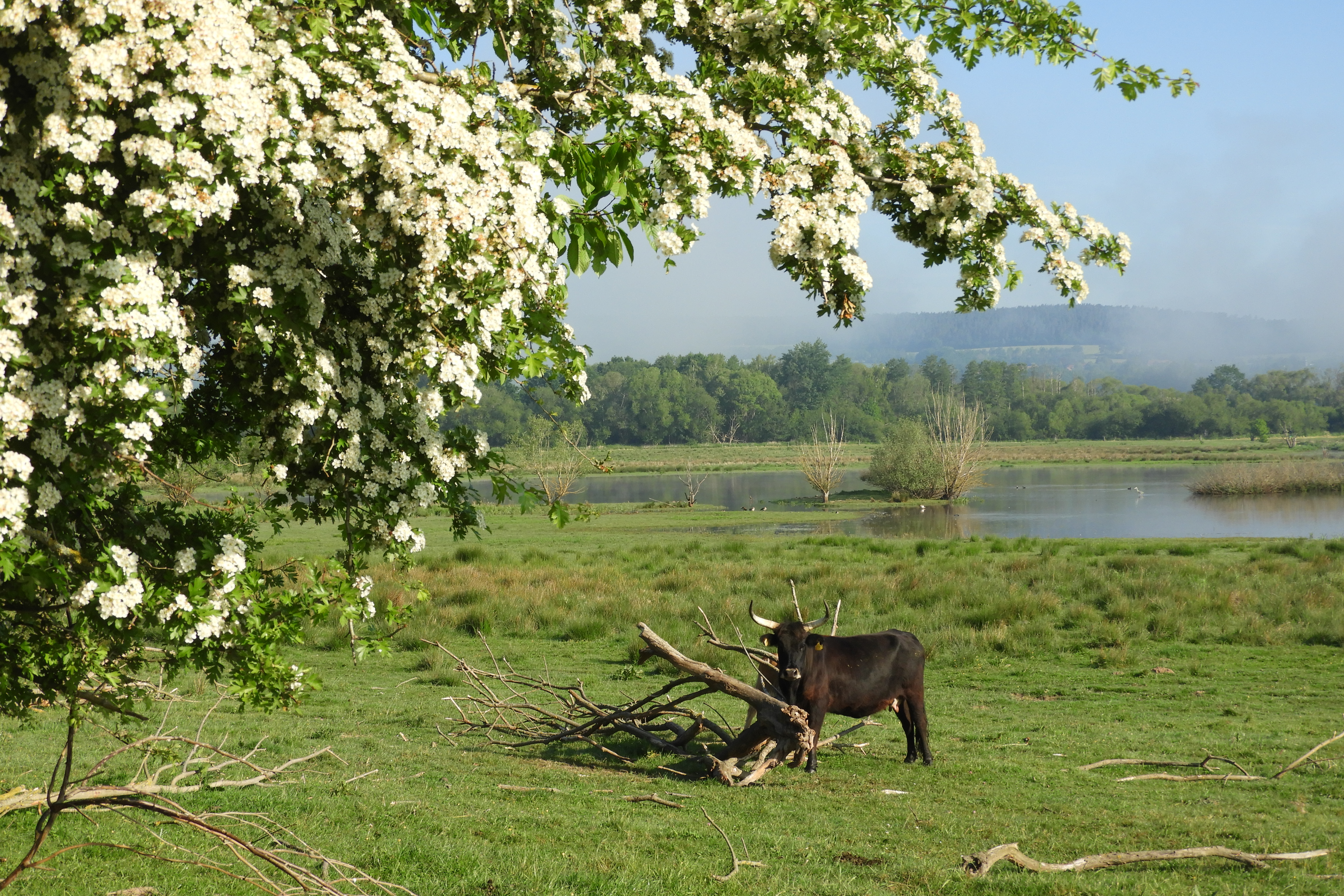
Motiv aus dem südwestlichen Bereich des Rhäden.

In der flachen Senke, in der der Rhäden liegt, soll in der prähistorischen Zeit, dreitausend bis fünfhundert Jahre vor der Zeitenwende, ein ausgedehnter See existiert haben. Zeugnis über frühere Besiedlungen durch den Menschen an dem See legen die zahlreichen Fundstätten aus der Bronzezeit und der vorrömischen Eisenzeit ab. Ausschlaggebend für die Niederlassung in dieser Region könnte das Vorhandensein des fischreichen Rhädensees und die Nähe zu der ebenfalls Nahrung bietenden Werra gewesen sein. In der nachchristlichen Zeit, bis zum Mittelalter, wird die Entwicklung des Rhäden nirgends erwähnt, es fehlen jegliche schriftliche Überlieferungen. Die Reste des ehemaligen Sees müssen während dieser Epoche langsam verlandet sein. Um das Jahr 1530 wurde der Rhäden in einem Schriftstück als „alter Teich“ bezeichnet. Aus dieser Zeit stammt auch eine Verordnung, welche den Obersuhler Einwohnern das Fischen, Schießen und Eiersammeln verbietet. Nach noch vorhandenen Unterlagen war der Rhäden, bis zu seiner Entwässerung, eine Sumpflandschaft mit Röhrichten, Weiden- und Erlengebüschen und kleinen offenen Wasserstellen.
Einen drastischen Eingriff in die natürlichen Gegebenheiten des Rhäden bildete die großangelegte Trockenlegung des Geländes. Im Auftrag der Gemeinden Obersuhl, Bosserode und Dankmarshausen erfolgte in den Jahren 1859 und 1860 die Entwässerung, um die Flächen landwirtschaftlich zu nutzen. Als Grund wurde die Gewinnung von Heu und Grünfutter für die Kavallerie in nahegelegenen Standorten angegeben. Im Jahr 1934 wurden die Drainagegräben vertieft, was die Austrocknung des Gebietes verstärkte.
In der Nachkriegszeit, mit dem Ausbau der DDR-Grenzanlagen, verfiel das Entwässerungssystem auf der hessischen Seite und die Nutzung wurde zunehmend aufgegeben. Anfang der 1970er Jahre wurde dort mit dem Überstau begonnen, um den Bereich zu einem Feuchtgebiet zu regenerieren, was sich jedoch nicht auf den höher liegenden Dankmarshäuser Teil auswirkte. Dieser wurde über Pumpen weiter entwässert und bis auf den Grenzstreifen ackerbaulich genutzt. Mit der Ausweisung des Rhädens zum Naturschutzgebiet und der Aufgabe der Entwässerung entwickelten sich auch außerhalb des unmittelbaren Grenzstreifens Feuchtbiotope. Ab Mitte der 1990er wurden die Ackerflächen in Grünland umgewandelt. Durch regulierbare Stauanlagen können größere Bereiche im Frühjahr überflutet werden. So konnten sich strukturreiche Feuchtwiesen entwickeln, die extensiv beweidet werden. Mit der Pflanzung von Laubgehölzen, der Anlage von Streuobstwiesen und der Förderung von Auenwäldern wurde das Biotopangebot weiter ergänzt.

## Natur

### Biotope
Das Landschaftsbild des Rhäden wird heute, nach früherer Trockenlegung und mehrmaligen Nutzungsänderungen im Laufe der Zeit, durch ein breites Spektrum an Feuchtlebensräumen geprägt. Die flache Senke besitzt größere und zahlreiche kleine Nassbereiche mit permanenten und temporären Wasserflächen. Auf kleinem Raum sind nährstoffreiche Stillgewässer mit Verlandungsbereichen und auch nährstoffarme Stillgewässer mit Strandlings- und Zwergbinsenvegetation vorhanden. Auf den frischen Standorten wachsen Glatthaferwiesen. Die Vegetation des Grenzgrabens wird von, im Gewässergrund verwurzelten, Laichkraut-Tauchfluren und Röhrichten wie dem Schilf-Röhricht gebildet. Vor allem im ehemaligen Grenzbereich haben sich neben Hochstaudenfluren verschiedene Ruderalgesellschaften ausgebildet. Die große, flache Senke wird im Frühjahr gezielt überstaut. Ein steuerbares System erlaubt es, den Wasserstand zu regeln, um beispielsweise durchziehenden Watvögeln Schlammbänke und Flachwasserzonen anbieten zu können. Dem fallenden Wasserstand folgt eine sukzessive Wiederbesiedelung der Schlammflächen mit einer Wasserknöterich-Zweizahn-Staudenflur. An feuchteren Stellen kommen Froschlöffel-Kleinröhrichte, Sumpfsimse, Schlanksegge und Rohrglanzgras vor.
Die Teile in dem Vegetationsmosaik des Rhäden, die als bedeutend gelten, werden nach § 30 des Bundesnaturschutzgesetzes (BNatSchG) und ergänzend nach § 15 des Thüringer Naturschutzgesetzes (ThürNatG) geschützt. Anders als bei den Naturschutzgebieten bedarf es zur Wirksamkeit des gesetzlichen Biotopschutzes keiner weiteren rechtlichen Festlegung oder Ausweisung mehr. Diese Biotope sind durch Gesetz allein deshalb geschützt, weil sie zu einem aufgelisteten Biotoptyp gehören.

### Fauna

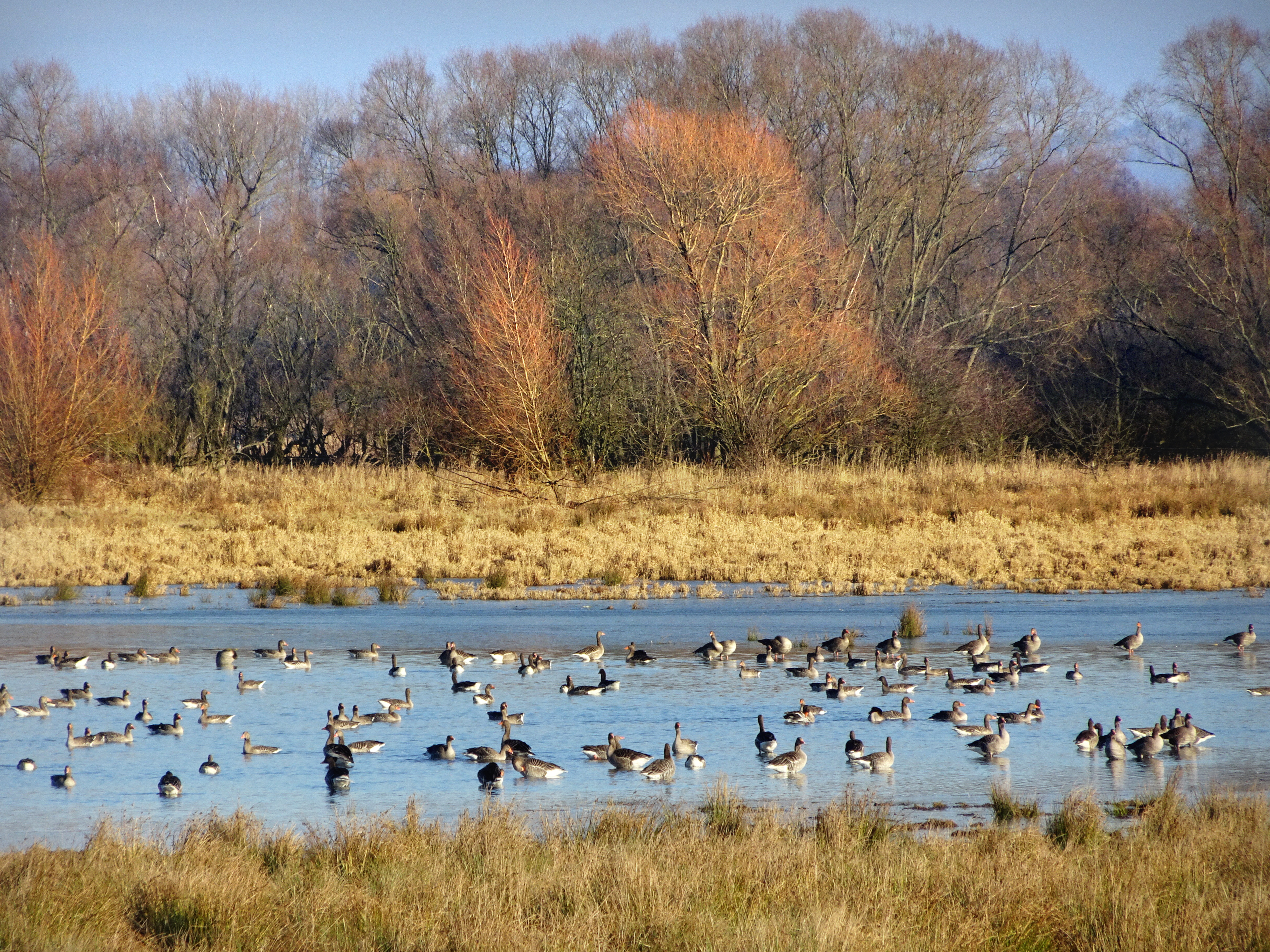
Die Winterpopulation der Graugänse im Rhäden

Nach dem Standarddatenbogen für die Übermittlung von Informationen zu Natura-2000-Gebieten liegt eine Bedeutung des „Dankmarshäuser Rhädens“ in der ökologischen Ergänzung zu dem auf der hessischen Seite unmittelbar angrenzendem „Rhäden bei Obersuhl und Bosserode“. Neben dem Pflanzen-, Amphibien- und Libellenschutz ist der Schwerpunkt im Gebiet der Schutz der hier vorkommenden, teilweise hochgradig bedrohten, Vogelarten. Zu dem im Datenbogen genannten Vogelarten gehören Schilfrohrsänger, Löffel-, Krick- und Knäkente, Flussregenpfeifer, Weißstorch, Rohrweihe, Mehl- und Rauchschwalbe, Bekassine, Neuntöter, Rotmilan, Beutelmeise und Kiebitz.
Für die, aus den nord- und osteuropäischen sowie den westasiatischen Brutgebieten, in südlicher und südwestlicher Richtung ziehenden und wieder zurückkehrenden Vogelpopulationen, besitzt der Rhäden als Rastgebiet eine landesweite Bedeutung. Über einhundert Vogelarten sollen alljährlich während der Zugzeiten hier verweilen. Sie sind auf nahrungsreiche und störungsarme Ruhebereiche angewiesen, in denen sie verbrauchte Energiereserven rasch wieder auffüllen oder weitere anlegen können. Der zunehmende Verlust an geeigneten Rast- und Überwinterungsplätzen kann das langfristige Überleben vieler Zugvogelarten gefährden. Die zu überwindenden Etappen werden immer länger und die noch vorhandenen Rastmöglichkeiten erlauben oft keine ungestörte Nahrungsaufnahme. Von Nässe geprägte Wiesen, wie die im Rhäden, gehören mittlerweile zu den seltenen Lebensräumen in Deutschland. Das Bundesamt für Naturschutz hat daher Feuchtgrünland in der „Roten Liste der gefährdeten Biotoptypen Deutschlands“ mit verschiedenen Gefährdungsstufen aufgelistet.
Besonders wichtig als „Trittstein“ im Zugkorridor Werraaue ist das Gebiet für Langstreckenzieher. Watvögel wie Regenpfeifer und Schnepfen profitieren von den nahrungsreichen Schlammflächen und den räubersicheren, seichten Wasserbereichen als Schlafplätzen.
Unter den im Gebiet lebenden Amphibien stehen der Europäische Laubfrosch und die Kreuzkröte nach dem Anhang IV der Fauna-Flora-Habitat-Richtlinie unter speziellem Schutz, weil sie in ganz Europa stark gefährdet sind. Bemerkenswerte Heuschreckenarten, die im Rhäden gesehen wurden, sind Kurzflüglige Schwertschrecke mit einem individuenstarken Vorkommen, Sumpfgrashüpfer und Säbeldornschrecke. Von den Libellen wurden bisher vier Stillgewässerarten nachgewiesen.

## Wilde Weiden

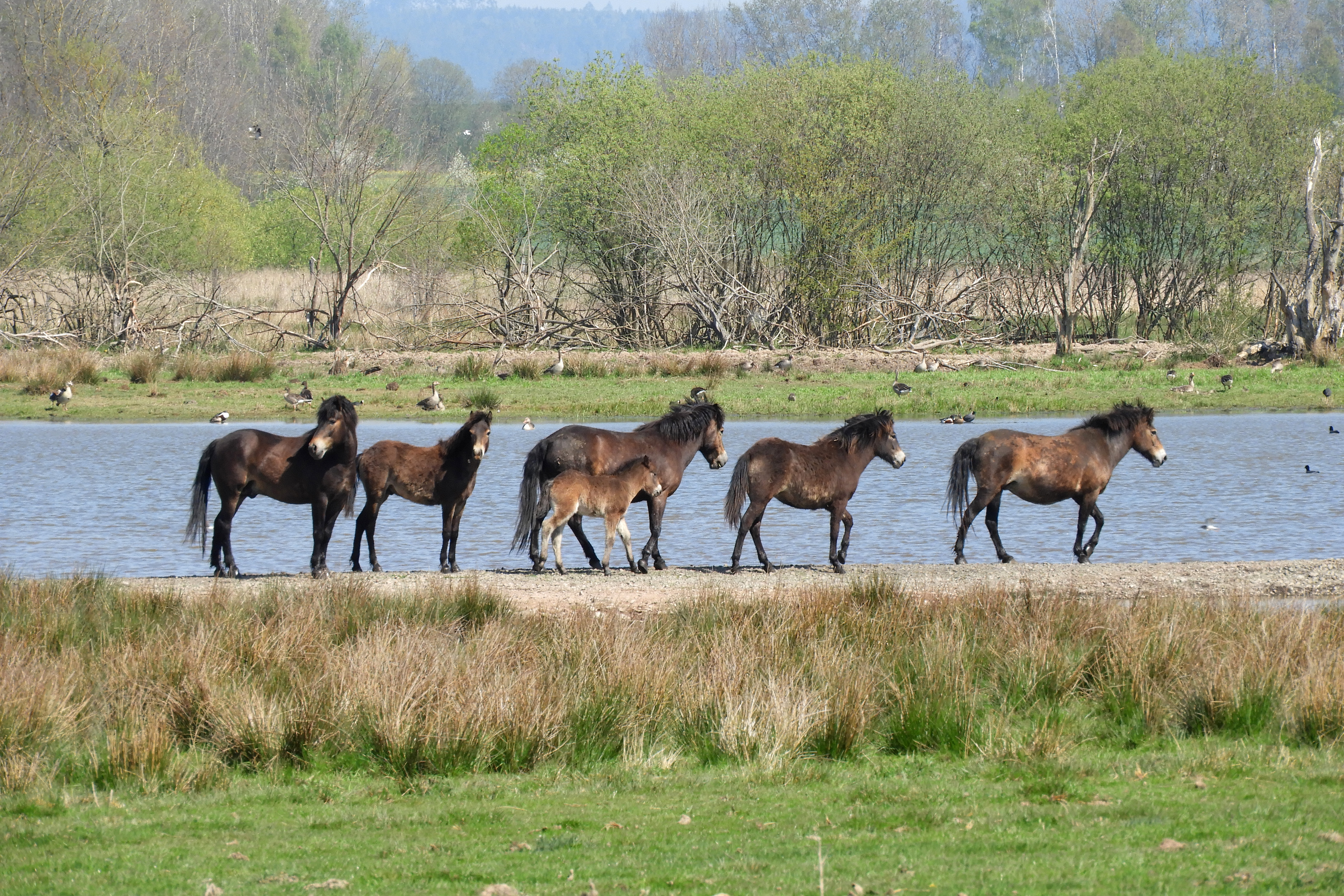
Exmoor-Ponys im Rhäden

2016 wurde durch den NABU Thüringen im Rahmen der Projekte Frosch- und Vogelweiden auf den Flächen der Stiftung Naturschutz Thüringen ein Weidezaun errichtet. Robuste Weidetiere sollen, wie einst die wilden Huftiere, ganzjährig und in geringer Dichte auf den weiträumigen Flächen grasen. Durch Verbiss und Tritt sollen abwechslungsreiche Offenlandbiotope mit Einzelbäumen und Baumgruppen, Hecken und Feldholzinseln entstehen, die Amphibien und wiesenbrütenden Vogelarten Lebensraum bieten (Megaherbivorenhypothese). Die Weidefläche wurde an einen ortsansässigen Agrarbetrieb verpachtet und sollte mit Exmoor-Ponys und Heckrindern im Sinne eines Bewirtschaftungskonpzepts von NABU und Stiftung Naturschutz Thüringen nachhaltig bewirtschaftet werden. Aufgrund mangelhafter Rahmenbedingungen, eines fehlenden Fangstandes und Problemen beim Herdenmanagement kam es durch Überweidung zu einer Gefährdung der naturschutzfachlichen Ziele. Im Jahr 2019 berichtet der Mitteldeutsche Rundfunk (mdr) über tot aufgefundene Rinder, die vermutlich aufgrund des mangelnden Futterangebots verhungert waren.
Seit 2021 bewirtschaftet die Stiftung Naturschutz in Eigenregie zusammen mit einem neuen Pächter die Weideflächen mit Wasserbüffeln, die durch ihr Suhl- und Badeverhalten attraktive Bereiche für Vögel und Amphibien schaffen. Ein Teil der Exmoor-Pony Herde wurde durch den neuen Nutzer übernommen.

## Unterschutzstellung

### Naturschutzgebiet
Nach einer einstweiligen Sicherstellung, in den Jahren von 1990 bis 1995, als Naturschutzgebiete „Werraaue östlich Dankmarshausen“ und „Schleifenmühle“ wurde die Fläche durch das Thüringer Landesverwaltungsamt Weimar mit Verordnung vom 16. Mai 1995 unter dem Namen „Dankmarshäuser Rhäden“ zum Naturschutzgebiet erklärt. Der Schutzzweck war die Sicherung und Entwicklung der Feuchtlebensräume für seltene Tier- und Pflanzenarten. Besonders für die vom Aussterben bedrohten Wasservögel- und Wiesenbrüter sollte der Rhäden als Brutstätte und Nahrungshabitat erhalten werden. Das Schutzgebiet mit der thüringeninternen Kennung 218 ist 121,7 Hektar groß und hat den WDPA-Code 162702.
Bis zur Erklärung des Rhäden zum Naturschutzgebiet ermöglichten umfangreiche Meliorationmaßnahmen, dass große Flächen des Rhäden intensiv landwirtschaftlich bearbeitet werden konnten. Mit der Ausweisung musste der Schöpfwerkbetrieb eingestellt und die Entwässerung aufgegeben werden. Durch die folgende Vernässung und zunehmende Versumpfung war der Ackerbau nur noch in dem höher gelegenen Randbereich möglich. Die Umsetzung der Maßnahmen der Schutzgebietsverordnung verursachte Konflikte zwischen Naturschutz, Landwirtschaft und Gemeinde. Für die Eigentümer und Pächter ging mit den nassen Böden die Nutzungsaufgabe und damit zugleich ein Wertverlust der Flächen einher. Zusätzlich erschwerten ungeklärte Eigentumsverhältnisse, zersplitterter Besitz und eine unzureichende Erschließung eine weitere Bewirtschaftung. Die Gemeindevertreter Dankmarshausens befürchteten, dass mit der Verwirklichung der Ziele des Naturschutzes den Bürgern, wie in der DDR-Zeit bedingt durch das Sperrgebiet, der Zugang in das Rhädengebiet versagt wird und den Grundeigentümern eine zweite Enteignung drohen würde. Auch wäre eine Vernetzung des Gebiets mit bereits bestehenden Erholungs- und Freizeitangeboten nicht mehr möglich.
Zur Lösung dieser Problematik wurde von dem Flurneuordnungsamt Meiningen ein Flurbereinigungsverfahren eingeleitet. Damit wurde erstmals in Thüringen ein Bodenordnungsverfahren nach dem Flurbereinigungsgesetz primär zur Umsetzung von Maßnahmen des Naturschutzes und der Landschaftspflege durchgeführt. Mit der Neuordnung des Eigentums wurde das Areal des Naturschutzgebiets in das öffentliche Eigentum überführt. Die Privateigentümer wurden mit Flächen außerhalb des Schutzgebiets abgefunden und die Landwirte sollten mit ihren Mutterkuhherden die Pflege der extensiven Grünlandflächen übernehmen. Aus naturschutzfachlicher Sicht wurde die Neuabgrenzung positiv bewertet, da sie eine standortgerechte Entwicklung von Biotopen und Lebensgemeinschaften im Rhäden ermöglichte.

### FFH-Gebiet
Mit gleichem Namen, gleichen Erhaltenszielen und etwa gleichen Gebietsgrenzen wurde das Naturschutzgebiet durch die „Verordnung zur Festsetzung von Europäischen Vogelschutzgebieten, Schutzobjekten und Erhaltungszielen“ des Ministers für Landwirtschaft, Naturschutz und Umwelt (jetzt: Thüringer Ministerium für Umwelt, Energie und Naturschutz) im Jahr 2008 als Fauna-Flora-Habitat-Gebiet Teil des länderübergreifenden Schutzgebietsnetzwerkes Natura 2000. Zu den Schutzobjekten des Rhädens, die als von gemeinschaftlichem Interesse gelten und für deren Erhaltung besondere Schutzgebiete ausgewiesen werden müssen, gehören die Lebensraumtypen (kurz: LRT) „Natürliche und naturnahe nährstoffreiche Stillgewässer mit Laichkraut- oder Froschbiss-Gesellschaften“ (LRT 3150) und „Magere Flachland-Mähwiesen“ (LRT 6510). Das FFH-Gebiet mit einer Größe von 111 Hektar hat die europäische Gebietsnummer 5026-305, die thüringische Kennung 240 und den WDPA-Code 555520382.

### Vogelschutzgebiet

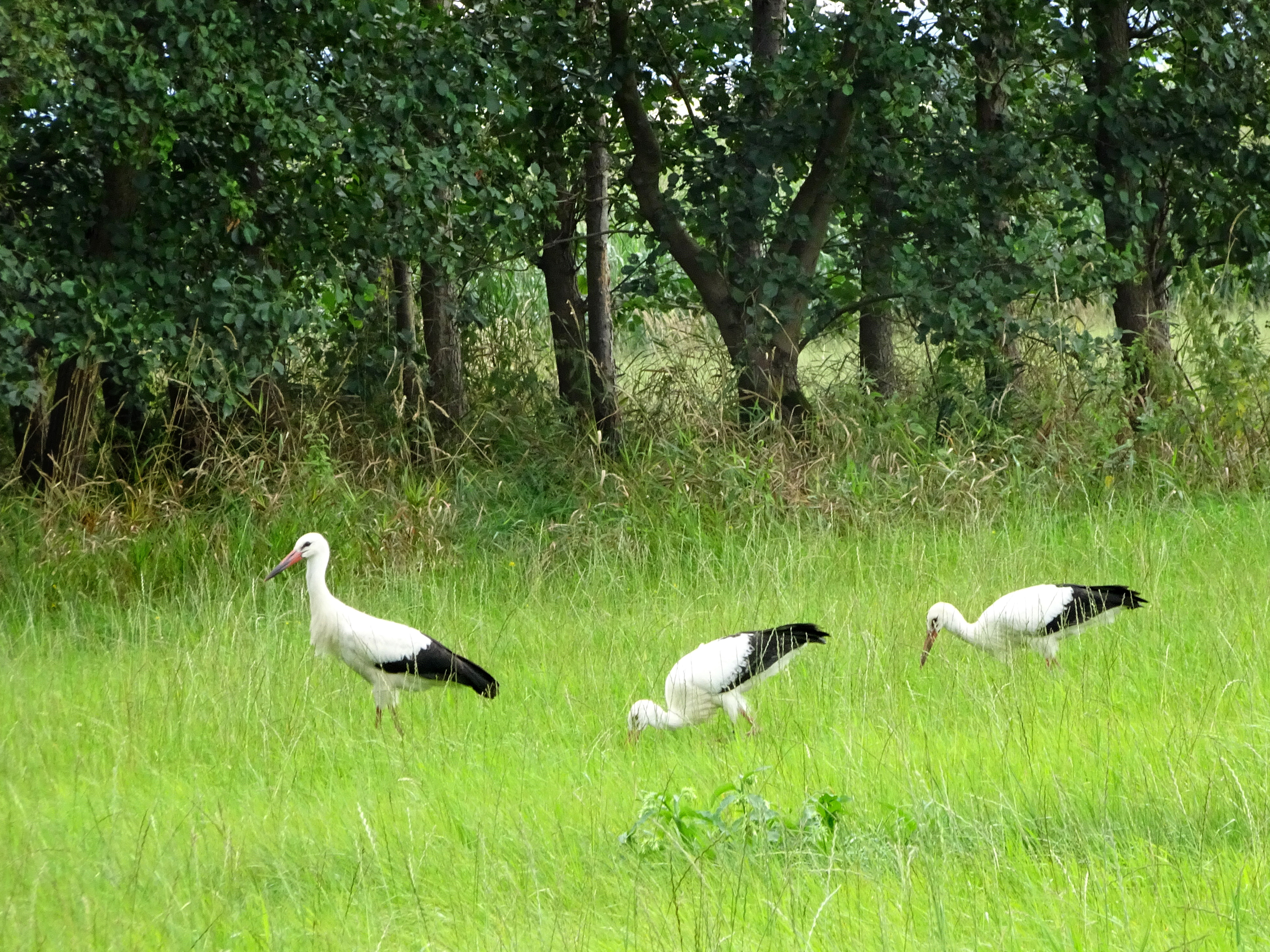
Weißstörche im EU-Vogelschutzgebiet „Werra-Aue zwischen Breitungen und Creuzburg“.

Wie die meisten thüringischen Naturschutzgebiete im Bereich der Mittleren Werra ist auch der „Dankmarshäuser Rhäden“ Teil des Vogelschutzgebiets „Werra-Aue zwischen Breitungen und Creuzburg“. Schutzobjekte des mehr als 2500 Hektar großen Gebiets sind rund 80 Vogelarten, für deren Schutz nach Anhang I der Vogelschutzrichtlinie der Europäischen Union besondere Maßnahmen ergriffen werden müssen sowie regelmäßig auftretende, gegen Veränderungen ihrer Lebensräume empfindliche Zugvögel nach Artikel 4 Abs. 2.
Die formulierten Ziele sind die Erhaltung oder gegebenenfalls die Wiederherstellung
- des naturnahen Flusslaufs der Werra und der Stillgewässer mit ihren Verlandungsröhrichten als Lebensraum für Eisvogel, Gänsesäger, Flussregenpfeifer, Graugans, Knäkente, Wasserralle, Kleinem Sumpf- und Teichhuhn, Zwergdommel, Rohrweihe und Lachmöwe.
- Weiter sollen als Brut- und Nahrungshabitat für die Wiesenbrüter wie Bekassine, Wachtelkönig, Kiebitz, Braunkehlchen und Wiesenpieper sowie für Weißstorch, Wachtel und Wendehals die großflächigen Grünlandflächen mit ihren feuchten Bereichen ebenso geschützt werden,
- wie die, mit den Auengewässern verbundenen, Auwald-, Gehölz- und Sumpfhabitate für Blaukehlchen, Gelbspötter, Schlagschwirl und Schwarzmilan.
- Besonders erhaltenswert, als Rast- und Nahrungshabitat für die zahlreichen Watvogel- und Entenarten, ist die weiträumige, relativ störungsarme und durch periodische Überschwemmungen geprägte Werraaue für Brand- und Waldsaatgans, Singschwan, Kormoran, Tüpfelsumpfhuhn, Zwergmöwe, Trauerseeschwalbe, Schwarzstorch, Grau- und Silberreiher sowie für Fischadler und Kornweihe angesehen.[20]

### Benachbarte Schutzgebiete und „Grünes Band“
Mit dem direkt auf der hessischen Seite angrenzendem Naturschutzgebiet „Rhäden bei Obersuhl und Bosserode“ bildet der „Dankmarshäuser Rhäden“ eine geografische und biologische Einheit, die allerdings wegen der Zugehörigkeit zu zwei Bundesländern auch durch zwei Naturschutzgebiete geschützt wird.
Der Rhäden gehört, gemeinsam mit den benachbarten thüringischen Naturschutzgebieten „Werraaue bei Berka und Untersuhl“, „Alte Werra“ und „Rohrlache zwischen Dippach und Dankmarshausen“ sowie den nahegelegenen hessischen Naturschutzgebieten „Obersuhler Aue“, „Säulingssee bei Kleinensee“ und „Rohrlache von Heringen“, zu dem Verbundsystem der feuchten Ökosysteme des Mittleren Werratals. In der heutigen Kulturlandschaft gelten viele Tier- und Pflanzenarten durch eine „Verinselung“ ihres Lebensraumes als bedroht. Ihre Bestände können sich nicht mehr austauschen. Vielfach sterben sie lokal aus, weil sie zu klein geworden sind und eine Besiedelung weiter entfernt liegender Lebensräume nicht gelingt. Die Schaffung von solchen Biotopverbundsystemen, als „Trittsteine“ für den notwendigen Austausch, wird daher als ein wichtiger Schritt auf dem Weg zur langfristigen Sicherung der Arten angesehen.
Besondere Bedeutung besitzt der Landschaftsraum der Werraaue auch aus kulturhistorischen Gründen in dem „Korridor der Artenvielfalt“ des „Grünen Bandes“ entlang der ehemaligen innerdeutschen Grenze. Das mit der Entscheidung des Thüringer Landtages vom 9. November 2018 zum Nationalen Naturmonument erklärte Naturschutzgroßprojekt verbindet zahlreiche seltene Lebensräume und soll zur Erhaltung der biologischen Vielfalt in Deutschland und in der Region beitragen.

## Touristische Erschließung

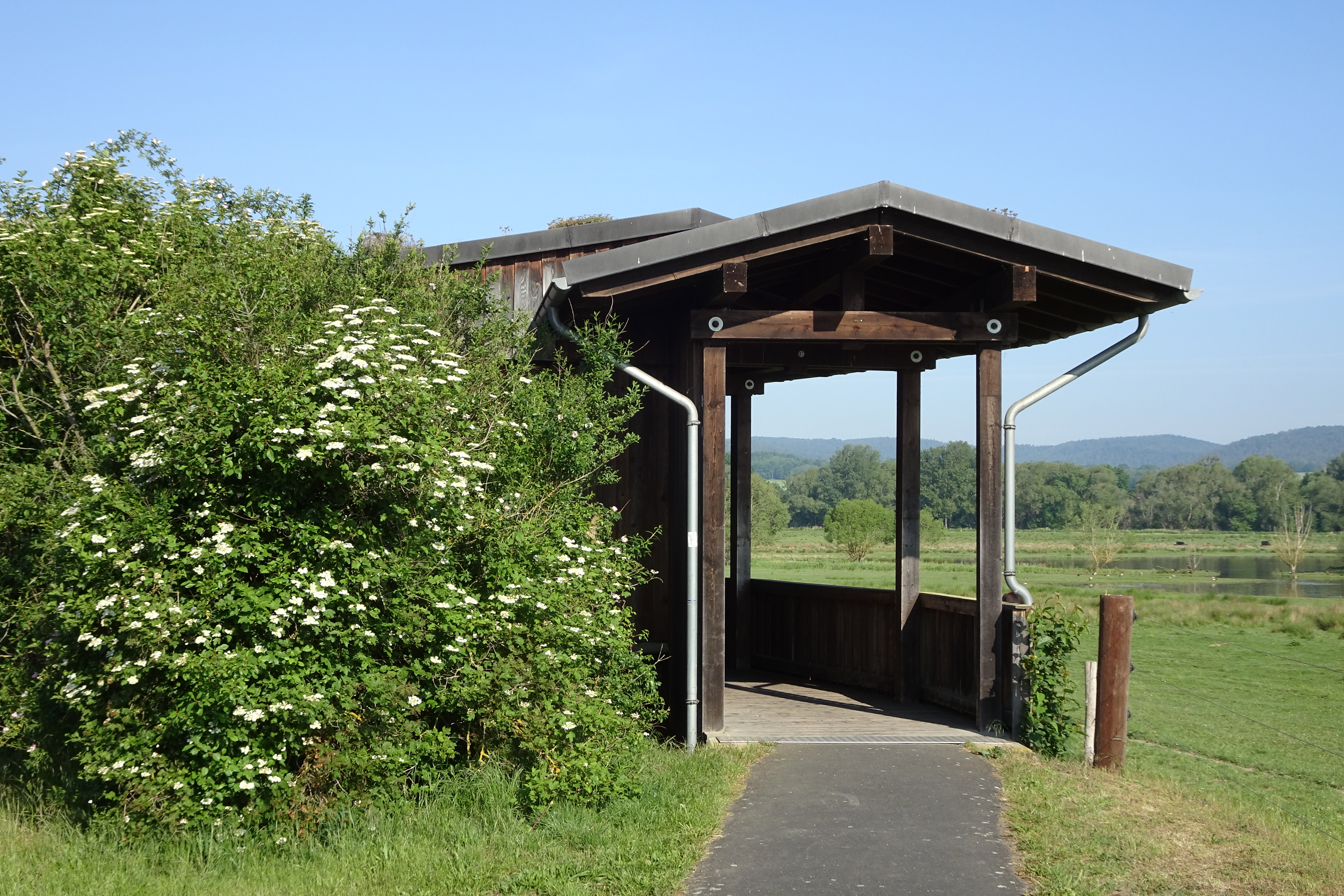
Beobachtungsstand an der Trift.

Der Rhäden gilt als eines der bedeutendsten Vogelbeobachtungsgebiete in Thüringen und Hessen. Um die länderübergreifende Kernzone des Naturschutzgebietes führt der circa acht Kilometer lange Rhäden-Rundweg. Vier Beobachtungsstände, zwei im thüringischen Teil und zwei auf der hessischen Seite, ermöglichen einen guten Überblick, ohne die störungsempfindlichen Vögel zu beeinträchtigen. In den Beobachtungsständen informieren Schautafeln über die Besonderheiten des Rhäden.
An der L 2117 zwischen Dankmarshausen und Großensee befindet sich ein Wanderparkplatz.